# Zwakkenburgermolen
De Zwakkenburgermolen, meestal Zwakkenburger genoemd, is een poldermolen ten zuiden van het dorpje Niezijl, ten oosten van Grijpskerk en ten noorden van het Van Starkenborghkanaal in de Nederlandse provincie Groningen. De molen bemaalde de Zwakkenburger- en Ellersvelderpolder.
De molen werd oorspronkelijk in 1865 gebouwd en bleef tot 1955 op windkracht in bedrijf. In dat jaar werd een dieselmotor voor aandrijving van de vijzel geplaatst en werd het wiekenkruis verwijderd. De molen raakte sterk in verval en rond 1980 werd de molen door enkele Groninger molenvrienden geconserveerd. Het waterschap Westerkwartier deed de molen over aan de Molenstichting Westerkwartier, die na vele jaren eraan te hebben gewerkt, de molen in 2002 op de oude locatie liet afbreken. Met een boot werd de molen naar de molenmakerswerkplaats in Heiligerlee gebracht. Na de restauratie aldaar werd de molen tweehonderd meter zuidelijker dan zijn oorspronkelijke standplaats herbouwd in 2003. De molen staat thans direct aan de noordzijde van het kanaal. Op 10 oktober 2003 was de hele operatie afgerond en werd de molen weer in gebruik gesteld. Het gevlucht is voorzien van oudhollands hekwerk met zeilen en de roeden hebben een vlucht van 16,8 meter. De zoon van de laatste beroepsmolenaar laat de molen regelmatig op vrijwillige basis het circuit rond de molen bemalen. Tegenwoordig is de molen eigendom van de Stichting De Groninger Poldermolens.